# Ipomoea multifida
Ipomoea multifida är en vindeväxtart som först beskrevs av Constantine Samuel Rafinesque, och fick sitt nu gällande namn av Lloyd Herbert Shinners. Ipomoea multifida ingår i släktet praktvindor, och familjen vindeväxter. Inga underarter finns listade i Catalogue of Life.